# ReVamp (band)
ReVamp was een Nederlandse symfonische metalband. De band werd in 2010 opgericht door zangeres Floor Jansen (ex-After Forever en later bij de Finse symfonische heavy metalband Nightwish). In september 2016 gaf de band aan om ermee te stoppen.

## Discografie

### Studioalbums
- 2010: ReVamp
- 2013: Wild Card

### Singles
- 2013: The Anatomy of a Nervous Breakdown: On the Sideline

## Bezetting

### Laatste bezetting
- Floor Jansen (Nightwish, ex-After Forever) - zangeres, grunter
- Jord Otto (The Blackest Grey, VUUR) - gitarist, grunter, zanger
- Ruben Wijga - toetsenist
- Matthias Landes (Dark Fortress) - drummer
- Henk Vonk (The Blackest Grey) - bassist
- Arjan Rijnen (Pendejo) - gitarist

### Voormalige leden
- Jaap Melman - bassist (2010–2012)

### Gastmuzikanten
- Waldemar Sorychta - gitarist, bassist & engineer
- Joost van den Broek (ex-After Forever) - toetsenist, arrangeur, producer, engineer & mixer
- Koen Herfst (Bagga Bownz) - drummer
- George Oosthoek (ex-Orphanage) - grunter
- Russell Allen (Symphony X) - zanger
- Björn Strid (Soilwork) - screamer
- Arno Krabman - gitarist, bassist, coproducent, engineer & mixer
- Mark Jansen (EPICA, MaYaN) - grunter, screamer
- Marcela Bovio (Stream of Passion) - koorzangeres
- Johan van Stratum (Stream of Passion) - bassist
- Daniël de Jongh (Textures) - koorzanger
- Devin Townsend - zanger